# Lutowiska
Lutowiska (ukrán nyelven: Літовищі, Litoviscsi, 1944-1957 közt Shevchenko/Szewczenko) falu Bieszczady járásban, a Kárpátaljai vajdaságban, Lengyelország délkeleti részén, nem messze az ukrán határtól. 
Székhelye Lutowiska, amely Gmina Lutowiska község központja. A járási székhelytől, Ustrzyki Dolnetől 22 kilométernyire délre fekszik, a régió központjától, Rzeszówtól 101 km-nyire délkeletre található. 
A településen 750-en élnek.

## Fordítás
Ez a szócikk részben vagy egészben  a   Lutowiska című angol Wikipédia-szócikk ezen változatának fordításán alapul.  Az eredeti cikk szerkesztőit annak laptörténete sorolja fel. Ez a jelzés csupán a megfogalmazás eredetét és a szerzői jogokat jelzi, nem szolgál a cikkben szereplő információk forrásmegjelöléseként.